# Manuel Montano

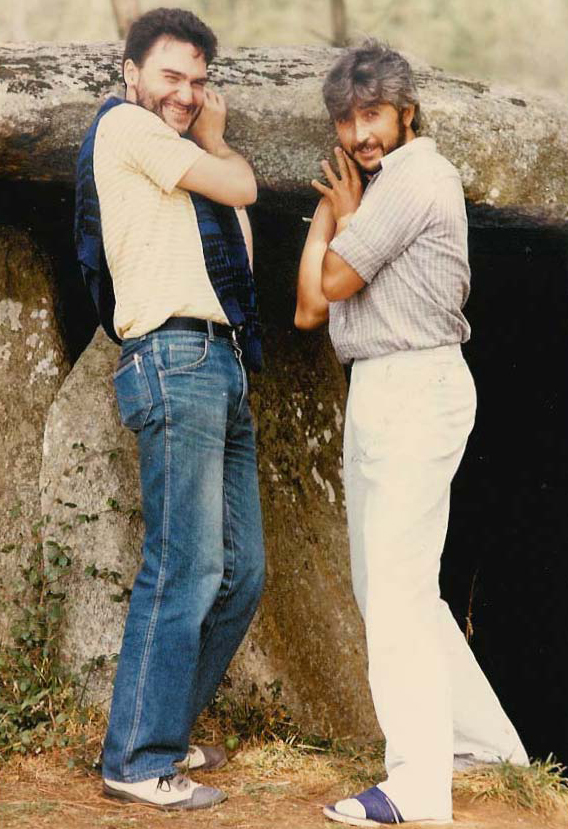
Le dessinateur Miguelanxo Prado et le scénariste et musicien Fernando Luna Vicente lors d'une excursion dans la province de La Corogne.

Manuel Montano est une bande dessinée policière des Espagnols Miguelanxo Prado (dessin) et Fernando Luna (scénario) publiée en 1988 dans Cairo (es) et éditée en album en 1989 par Norma Editorial. La traduction française, publiée dès 1988 dans (À suivre) et éditée en album en 1990 chez Casterman, a reçu l'Alph'Art du meilleur album étranger au Festival d'Angoulême 1991. Le personnage était d'abord apparu en 1981 dans l'émission radiophonique Tris Tras Tres (es).

## Liste des épisodes
1. « Manuel Montano », 8 pages, (À suivre) no 127 (août 1988)
2. « Le Cas du grand Chung-On », 8 pages, (À suivre) no 128 (septembre 1988)
3. « L'Affaire de la piscine », 8 pages, (À suivre) no 131 (décembre 1988)
4. « Le Rouge à lèvre de fibres de lin », 8 pages, (À suivre) no 132 (janvier 1989)
5. « La Nuit », 6 pages, (À suivre) no 133 (février 1989)
6. « Manuel Montano », 8 pages, (À suivre) no 135 (avril 1989)

## Récompenses
- 1991 : Alph'Art du meilleur album étranger au festival d'Angoulême[2].

### Documentation
- Évariste Blanchet, « Manuel Montano », dans Primés à Angoulême, Angoulême : Éditions de l'An 2, 2003, p. 60-61.